# Фаррелл, Шэрон
Шэ́рон Фа́ррелл (англ. Sharon Farrell; 24 декабря 1940, Су-Сити, Айова — 15 мая 2023, Ориндж, Калифорния) — американская актриса кино и телевидения, менее известна как танцовщица и балерина.

## Биография
Шэрон Форсмоу (настоящее имя актрисы) родилась 24 декабря 1940 года в городе Су-Сити (штат Айова, США). Её родители были выходцами из Норвегии, придерживались лютеранской веры. С детства увлекалась балетом, окончив старшую школу, поступила на службу в Американский театр балета, начала гастролировать и в итоге осела в Нью-Йорке.
С 1959 года (девушке было 18 лет) начала сниматься в кино (взяв актёрский псевдоним Шэрон Фаррелл), с 1961 года — в телесериалах. Её кинокарьера продолжалась 40 лет, за которые она появилась в примерно сотне фильмов и сериалов, в 2013—2014 годах разово вернулась в профессию, снявшись в двух эпизодах малоизвестного сериала Broken at Love.
В 1970 году, во время родов, Фаррелл перенесла эмболию: её сердце не работало четыре минуты. Из-за этого актриса получила серьёзное повреждение головного мозга, которое привело к потере памяти и физическим нарушениям. Девушка усердно работала над восстановлением своих способностей и к 1974 году смогла возобновить актёрскую карьеру, однако держала перенесённый недуг в секрете по совету своего друга актёра Стива Маккуина, который предрёк, что, если станет известно о её болезни, карьере придёт конец.
В 1999 году резко оборвала свою карьеру, улетев с мужем (он же её бизнес-менеджер) на Фиджи. Там они купили дом, а примерно через десять лет Фаррелл получила серьёзную травму, катаясь на гидроцикле. После этого он бросил её и взял под контроль её финансы. Сильно больная актриса перебралась на лечение в Новую Зеландию, там она через третьи руки смогла связаться со своим сыном, который помог ей вернуться в Лос-Анджелес.
В декабре 2013 года вышла автобиография, озаглавленная «Шэрон Фаррелл — „Голливудская принцесса“ из Су-Сити, Айова. История „плохой девочки“!»

### Личная жизнь
Шэрон Фаррелл была замужем шесть раз:
- Рон Де Блазио, малоизвестный продюсер (fl. 1985, 2005, 2012—2014, 2019—2020). Брак заключён 25 сентября 1960 года, до марта 1962 года последовал развод[8].
- Эндрю Прайн (1936—2022), известный актёр кино и телевидения. Брак заключён 24 марта 1962 года, 9 апреля 1963 года последовал развод[9]. Некоторые источники утверждают, что он был её первым мужем[5]. Инициатором развода выступил Прайн, который заявил суду, что супруга позорила его перед друзьями, а однажды разорвала на нём одежду. Официально брак продолжался чуть более года, но сам актёр заявил, что они «жили вместе лишь один месяц и 10 дней»[10].
- Рон Де Блазио, повторный брак продолжался с 25 сентября 1965 года по май 1969 года, и вновь окончился разводом.
- Джон Бойер (1945—2012), малоизвестный актёр кино и телевидения. Брак заключён 14 июня 1969 года, в мае 1972 года последовал развод[11]. От брака остался сын, Чэнс Бойер (род. 1970). Он стал малоизвестным актёром, был активен в 1978, 1984 и 1989—1993 годах[12].
- Стив Салкин. Брак заключён 18 мая 1973 года, в мае 1975 года последовал развод[13].
- Дейл Тревиллион, малоизвестный кинорежиссёр, сценарист и продюсер. Брак заключён в 1975 году, 29 марта 2006 года последовал развод[14].

Кроме того, известно о романтических отношениях Фаррелл с такими звёздами как Стив Маккуин и Брюс Ли.

## Награды и номинации
- 1972 — Золотая медаль от Photoplay в категории «Любимая женщина-звезда» — номинация.
- 2014 — Indie Series Awards в категории «Лучшая приглашённая звезда — Драма» за роль в сериале Broken at Love — номинация.

## Избранная фильмография

### Широкий экран
- 1962 — 40 фунтов неприятностей[англ.] / 40 Pounds of Trouble — Долорес
- 1965 — Шпион с моим лицом[англ.] / The Spy with My Face — Сэнди Уистер
- 1966 — Только не с моей женой, не смей![англ.] / Not with My Wife, You Don't! — модель (в титрах не указана)
- 1968 — Прекрасный способ умереть[англ.] / A Lovely Way to Die — Кэрол
- 1969 — Марлоу / Marlowe — Орфамэй Квест
- 1969 — Воры[англ.] / The Reivers — Корри
- 1971 — Машина любви[англ.] / The Love Machine — Мэгги Стюарт
- 1974 — Оно живо / It's Alive — Ленор Дэвис, мать ребёнка-монстра
- 1975 (1976?) — Предчувствие[англ.] / The Premonition — Шери Беннетт
- 1978 — Пятый этаж / The Fifth Floor — Мелани
- 1980 — Трюкач / The Stunt Man — Денайс
- 1980 — Как гром среди ясного неба / Out of the Blue — Кэти
- 1983 — Сладкие 16[англ.] / Sweet Sixteen — Кэти Хопкинс
- 1983 — Одинокий волк Маккуэйд / Lone Wolf McQuade — Молли Маккуэйд
- 1984 — Ночь кометы / Night of the Comet — Дорис Белмонт
- 1987 — Любовь нельзя купить / Can't Buy Me Love — миссис Манчини
- 1991 — Одинокие сердца[англ.] / Lonely Hearts — Луиза
- 1995 — По ту сторону желания[англ.] / Beyond Desire — Ширли

### Телевидение
- 1961 — Обнажённый город[англ.] / Naked City — актриса (в эпизоде The Hot Minerva; в титрах не указана)
- 1962 — Альфред Хичкок представляет / Alfred Hitchcock Presents — Лолли Уилкенс (в эпизоде The Matched Pearl)
- 1962—1963 — Святые и грешники / Saints and Sinners — Полли Холлоран (в 12 эпизодах)
- 1962, 1964 — Караван повозок[англ.] / Wagon Train — разные роли (в 2 эпизодах[англ.])
- 1963 — Мой любимый марсианин[англ.] / My Favorite Martian — Глория Тримбл (в эпизоде There Is No Cure for the Common Martian)
- 1963 — Дни в Долине Смерти / Death Valley Days — Ко́ра Франклин (в эпизоде The Holy Terror)
- 1963 — Лейтенант[англ.] / The Lieutenant — Пэм Кэнфорд (в эпизоде Alert!)
- 1963—1964 — Дымок из ствола / Gunsmoke — разные роли (в 3 эпизодах[англ.])
- 1963—1965 — Бен Кейси / Ben Casey — разные роли (в 3 эпизодах[англ.])
- 1964 — Арест и суд[англ.] / Arrest and Trial — Анжела ДеСантис (в эпизоде Onward and Upward)
- 1964 — Боб Хоуп представляет Театр Крайслера[англ.] / Bob Hope Presents the Chrysler Theatre — Мелисса (в эпизоде A Slow Fade to Black)
- 1964 — Правосудие Бёрка[англ.] / Burke’s Law — Либби Хейл (в эпизоде Who Killed the Surf Broad?)
- 1964—1965 — Альфред Хичкок представляет / Alfred Hitchcock Presents — разные роли (в 2 эпизодах)
- 1964—1965 — Доктор Килдэр[англ.] / Dr. Kildare — разные роли (в 4 эпизодах)
- 1964—1967 — Человек от Д.Я.Д.И.[англ.] / The Man from U.N.C.L.E. — разные роли (в 3 эпизодах[англ.])
- 1965 — Деревенщина в Беверли-Хиллз[англ.] / The Beverly Hillbillies — Китти Девайн (в эпизоде The Movie Starlet)
- 1965 — Беглец / The Fugitive — Элви Гейдж (в эпизоде Corner of Hell[англ.])
- 1965 — Сыромятная плеть / Rawhide — Билли Лу (в эпизоде Hostage for Hanging)
- 1965 — Я мечтаю о Джинни[англ.] / I Dream of Jeannie — Найна Фергюсон (в эпизоде The Yacht Murder Case)
- 1965 — Три моих сына[англ.] / My Three Sons — Кэти (в эпизоде My Son, the Ballerina)
- 1966 — Спасай свою жизнь[англ.] / Run for Your Life — разные роли (в 2 эпизодах)
- 1967 — Вирджинец[англ.] / The Virginian — Мэвис (в эпизоде Execution at Triste[англ.])
- 1968 — Дикий, дикий Уэст[англ.] / The Wild Wild West — Клорис Колтон (в эпизоде The Night of the Amnesiac[англ.])
- 1968, 1974 — Озарение[англ.] / Insight — разные роли (в 2 эпизодах)
- 1969, 1971 — Название игры[англ.] / The Name of the Game — разные роли (в 2 эпизодах[англ.])
- 1970 — Медицинский центр[англ.] / Medical Center — Линда Этвуд (в эпизоде Between Dark and Daylight)
- 1972 — Доктор Маркус Уэлби / Marcus Welby, M.D. — Сесиль Рэмзи (в эпизоде He Could Sell Iceboxes to Eskimos[англ.])
- 1973—1975 — Полицейская история[англ.] / Police Story — разные роли (в 3 эпизодах)
- 1974 — Любовь по-американски[англ.] / Love, American Style — Шейла Фонтейн (в эпизоде Love and the Flying Finletters)
- 1974 — ФБР / The F.B.I. — Ли Томас (в эпизоде The Two Million Dollar Hit[англ.])
- 1974 — Петрочелли[англ.] / Petrocelli — Арлин Джонсон (в эпизоде A Life for a Life)
- 1974 — Человек на шесть миллионов долларов[англ.] / The Six Million Dollar Man — Энджи Уокер (в эпизоде Stranger in Broken Fork[англ.])
- 1974, 1976 — Женщина-полицейский / Police Woman — разные роли (в 2 эпизодах)
- 1975 — Гарри О.[англ.] / Harry O — Полин Филдинг (в эпизоде For the Love of Money)
- 1975 — Колчак: Ночной охотник[англ.] / Kolchak: The Night Stalker — Лайла Мортон (в эпизоде Chopper)
- 1975 — Макклауд[англ.] / McCloud — Холли Дейтон (в эпизоде Showdown at Times Square)
- 1977 — ? / Switch — Стейси Джордан (в эпизоде Butterfly Mourning)
- 1977—1980 — Гавайи 5-O / Hawaii Five-O — разные роли (в 13 эпизодах[англ.])
- 1978 — Человек из Атлантиды[англ.] / Man from Atlantis — Шарлин Бейкер (в эпизоде Deadly Carnival)
- 1978 — Диснейленд[англ.] / Disneyland — мамаша Дойл (в эпизоде The Young Runaways)
- 1979 — Последняя поездка Банды Далтона[англ.] / The Last Ride of the Dalton Gang — Фло Куик
- 1979 — Миссис Коломбо[англ.] / Mrs. Columbo — Дороти Хант (в эпизоде Falling Star)
- 1983 — Ти Джей Хукер / T. J. Hooker — Ирен Гордон (в эпизоде Sweet Sixteen and Dead[англ.])
- 1989 — Кошмары Фредди / Freddy's Nightmares — миссис Уэкс (в эпизоде Do You Know Where Your Kids Are?)
- 1991—1997 — Молодые и дерзкие / The Young and the Restless — Флоренс Уэбстер (в 81 эпизоде)
- 1992 — Мэтлок / Matlock — Роуз Баллу (в эпизоде The Abduction[англ.])
- 1993 — Кровавая месть / Sworn to Vengeance — Сильвия Хаскелл
- 1999 — Военно-юридическая служба / JAG — Мэри Анратти (в эпизоде Dungaree Justice[англ.])

### Сразу-на-видео
- 1993 — Аркада[англ.] / Arcade — мать Алекса

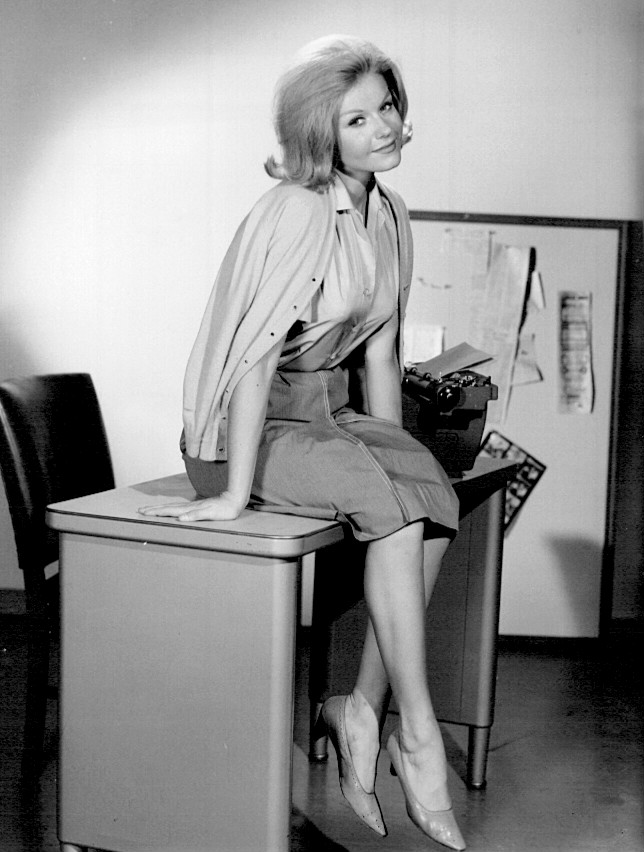
В сериале «Святые и грешники» (1962)
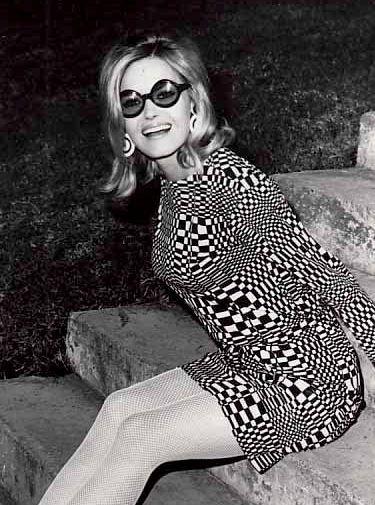
В сериале «Человек от Д.Я.Д.И.[англ.]» (1967)
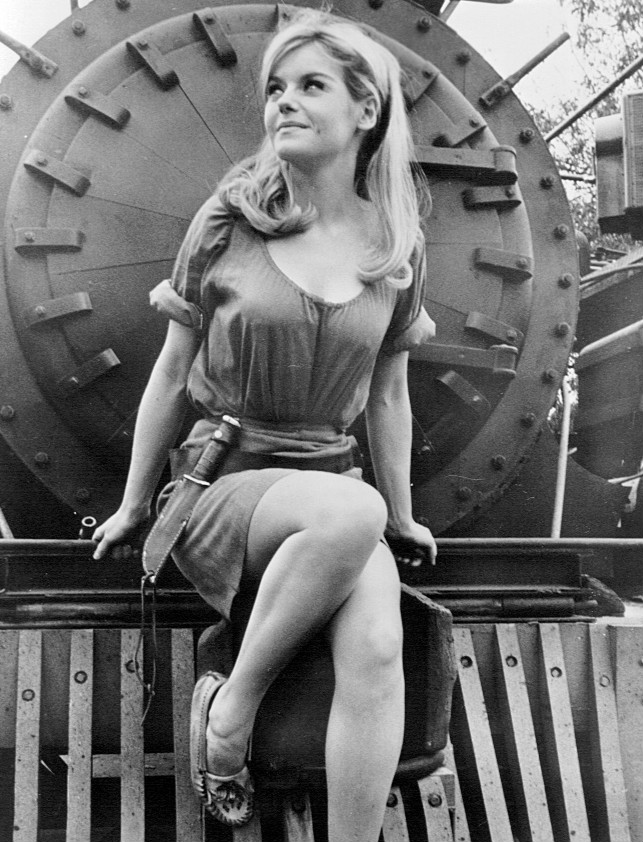
В сериале «Стальной жеребец» (1967)